# مادة أم

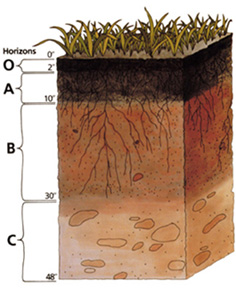

المادة الأم (بالإنجليزية: Parent material)، هي المواد كانت معدنية أو عضوية غير مجمعة، تقدمت تجويتها الكيميائية قليلا أو كثيرا، والتي تمثل القاعدة لتطوير الطبقات الترابية من خلال عمليات معالجة مكونات التربة. وبالتالي، غالبًا ما يتم تصنيفها استنادًا إلى محتوياتها من المواد المعدنية المدمجة أو غير المدمجة التي خضعت لدرجة ما من التجوية الفيزيائية أو الكيميائية والطريقة التي يتم بها المواد تم نقلها مؤخرًا.
المواد الأم التي تتكون في الغالب من الصخور المدمجة تسمى المواد الأم المتبقية. تتكون الصخور المدمجة من الصخور النارية والرسوبية والمتحولة ، إلخ.
يتم تصنيف المواد الأم حسب وسيلة النقل الأخيرة. يتم تصنيف المواد التي تم نقلها إلى موقع بواسطة الأنهار الجليدية ، ثم يتم إيداعها في مكان آخر عن طريق الجداول، على أنها مادة أم منقولة بالتيار، أو مادة أم نهرية جليدية.